# Lajos Asztalos
Lajos Asztalos (Pécs, 29 luglio 1889 – Budapest, 1º novembre 1956) è stato uno scacchista ungherese naturalizzato jugoslavo.

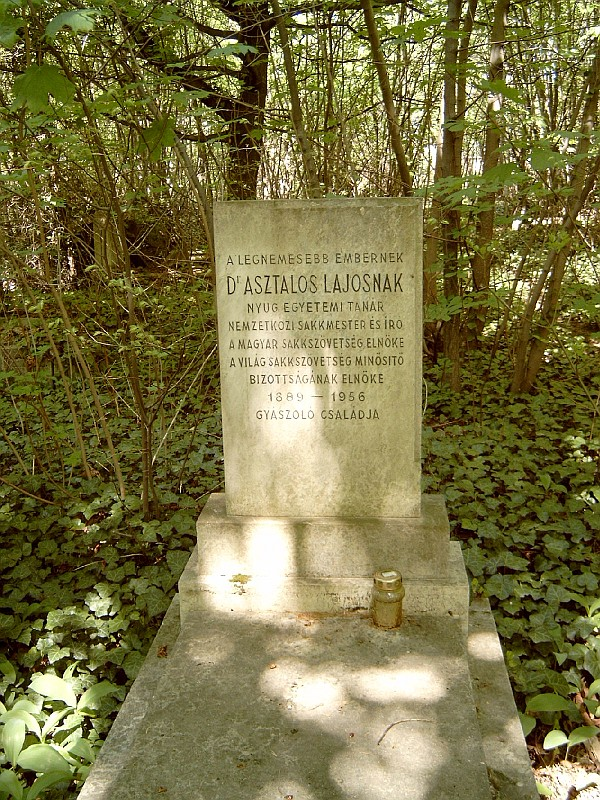
La tomba di Asztalos Lajos

All'inizio della sua carriera partecipò a diversi Campionati ungheresi: nel 1911 si classificò 6º-8º a Budapest (vinsero Zoltán von Balla e Zsigmond Barász), nel 1912 arrivò secondo dietro a Gyula Breyer a Temesvár e nel 1913 vinse il campionato a Debrecen. 
Nel 1914 si classificò quinto nel torneo di Mannheim (Hauptturnier A), che fu interrotto dall'inizio della prima guerra mondiale.
Dopo il termine della guerra si trasferì in Jugoslavia e rappresentò tale paese in quattro Olimpiadi degli scacchi:
- Budapest 1926 (olimpiade non ufficiale): medaglia d'argento di squadra;
- Londra 1927 (prima olimpiade): (+4 –3 =8);
- Praga 1931 (quarta olimpiade): (+7 –3 =6);
- Monaco di Baviera 1936(olimpiade non ufficiale): (+5 –3 =8).

Nel 1931 partecipò al Torneo di Bled, vinto nettamente da Alechin, terminando al 13º e penultimo posto. Dopo la seconda guerra mondiale tornò in Ungheria e diventò vice presidente della federazione ungherese e segretario del comitato di qualificazione della FIDE. 
Nel 1950 gli fu attribuito il titolo di Maestro Internazionale. 
Di professione era un insegnante di filosofia e di lingue. 
Morì nel 1956 durante la Rivoluzione ungherese contro l'occupazione sovietica. 
Dal 1958 al 1971 si è svolto annualmente in Ungheria il torneo "Asztalos Memorial" in suo onore.